# کوه زاگورا
کوه زاگورا (به فرانسوی: Mount Zagora) یک کوه در مراکش است که در مراکش واقع شده‌است. کوه زاگورا ۱٬۰۳۰ متر بالاتر از سطح دریا واقع شده‌است.